# Duque de Caxias FC

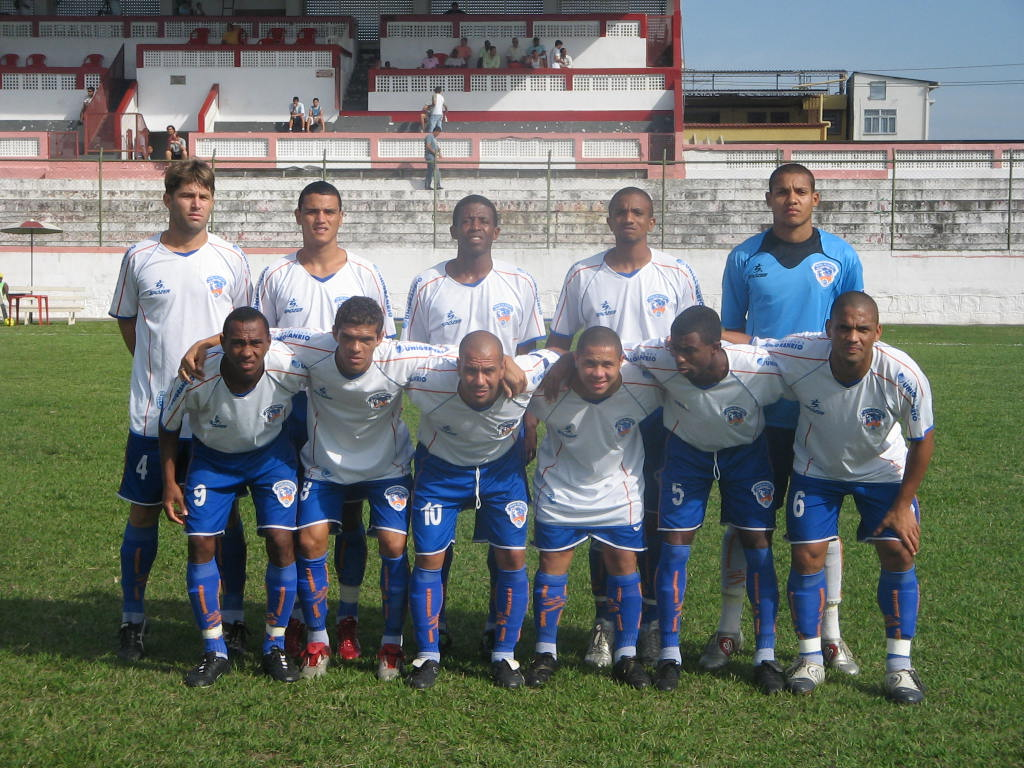
Lagfoto säsongen 2007

Duque de Caxias Futebol Clube är en fotbollsklubb från staden Duque de Caxias i delstaten Rio de Janeiro i Brasilien. Klubben grundades den 8 mars 2005 efter en ombildning klubben Tamoio Futebol Clube. Den klubben grundades den 22 februari 1957 i Xerém, ett distrikt i Duque de Caxias, av lokala idrottare.
2005 öppnade klubben sin sektion för kvinnor genom ett samarbete med Clube dos Empregados da Petrobrás, som grundades 1999. Under namnet CEPE-Caxias vann klubben tre delstatsmästerskapstitlar för damer. Samarbetet avslutades 2009, men Caxias fortsatte att driva sitt damlag självständigt. Laget vann ytterligare en nationell mästerskapstitel samt Campeonato Brasileiro 2010.
Tre år efter ombildandet, säsongen 2008, slutade Duque de Caxias på 4:e plats i den säsongens Campeonato Brasileiro Série C, och blev därmed uppflyttad till 2009 Campeonato Brasileiro Série B.
Mellan 2009 och 2011 tävlade klubben i Campeonato Brasileiro Série B. Deras bästa tävling var 2009, när de slutade på åttonde plats. De tävlade också i Copa do Brasil 2014, efter att ha varit mästare i Copa Rio 2013.

## Färger
Klubbens officiella färger är orange, blått och vitt.